# Nissan Micra
Nissan Micra також відома як Nissan March (яп. 日産・マーチ, Nissan Māchi) — суперміні автомобіль B-класу, що виробляється компанією Nissan з 1982 року. Авто із двигуном внутрішнього згорання зняті з виробництва у 2023 році.

## Перше покоління (K10; 1982—1992)

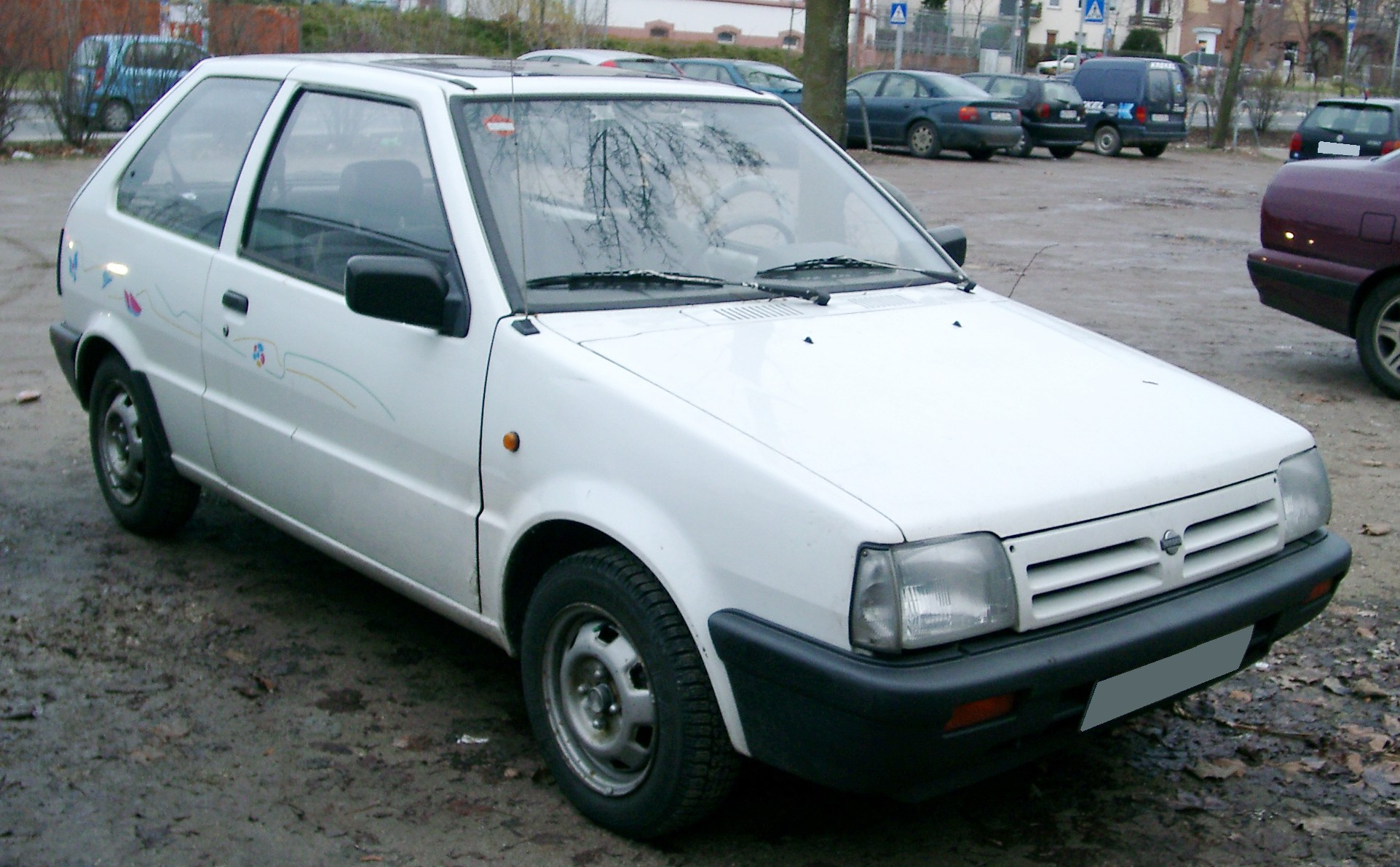
Nissan Micra 1

Nissan Micra першого покоління став на конвеєр в Японії в 1982 році. У той час Nissan приділяв багато уваги концепції компактних автомобілів. Для компонування в такому невеликому розмірі застосовувалися передові розробки в області конструкції двигуна і підвіски. Це дозволило, незважаючи на скромні розміри, запропонувати автовласникам досить просторий і функціональний салон.
На базі кузова К10 було випущено велику кількість модифікацій. Однією з них стала версія 1.0 SuperTurbo з турбованим двигуном SOHC, потужністю 110 к.с. Ця модифікація призначалася для ралі і оснащувалася як турбіною так і компресором Рутса. Існувала більш "громадянська версія", що оснащувалася тільки турбіною, потужність двигуна з якої становила 76 к.с.
Також існувала модифікація зі складним брезентовим верхом.
|                                     |
| 5-тидвірка Nissan Micra (дорестайл) |

|                                     |
| 5-тидвірка Nissan Micra (дорестайл) |

|                                     |
| фейсліфт версія (Європа, 1989–1992) |

|                                     |
| фейсліфт версія (Європа, 1989–1992) |

## Друге покоління (K11; 1993—2003)

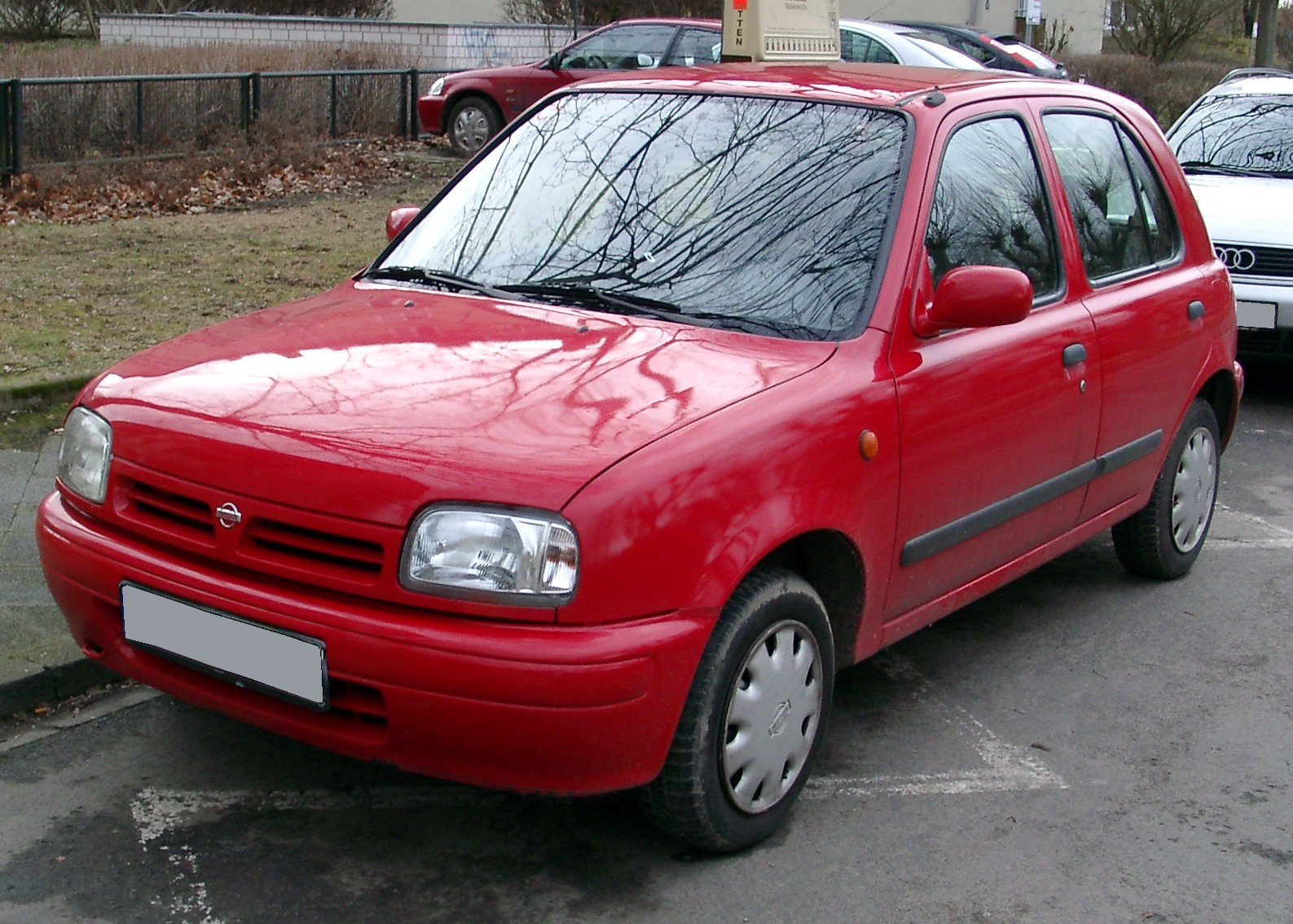
Nissan Micra 2

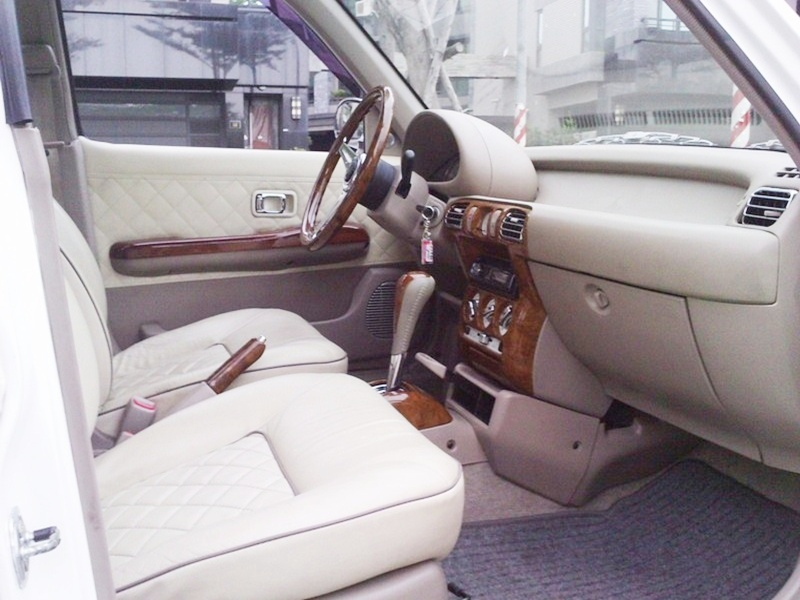

На початку 1993 року представлене друге покоління Nissan Micra. Вона була нагороджена титулом Європейський автомобіль 1993 року і став першим японським автомобілем, який отримав цю нагороду. Це покоління Micra було доступне зі стандартною 5-ступінчастою механічною коробкою передач та з безступінчатою автоматичною коробкою передач (CVT). Виробництво для європейського ринку здійснювалося на заводі в Nissan Motor Manufacturing (UK) Ltd. На деяких азійських ринках продається під назвою Nissan Verita або Maruti Zen Classic. Ця серія використовувалася в ралі.
З 1997 року на японському ринку була представлена версія кабріолет під назвою Nissan March. На японському ринку була також версія універсал під назвою Nissan March Box.
Навесні 1998 року модель оновили, автомобіль отримав великі фари, великі повітрозабірники, ґрати радіатора. 
Восени 2000 року модель оновили вдруге, автомобіль отримав хромовану обробку навколо решітки радіатора і затемнені задні ліхтарі.

### Двигуни
Бензинові:
- 1,0 l Р4 40/44 кВт (54/60 к.с.) 1993-2003
- 1,3 l V8U Р4 55 кВт (75 к.с.) 1995-2000
- 1,4 l Р4 60 кВт (82 к.с.) 2000-2003

Дизельні:
- 1,5 l Р4 42 кВт (58 к.с.), 1998-2003 (TUD5)

|                                       |
| перший фейсліфт Nissan Micra (Європа) |

|                                       |
| перший фейсліфт Nissan Micra (Європа) |

|                                       |
| другий фейсліфт Nissan Micra (Європа) |

|                                       |
| другий фейсліфт Nissan Micra (Європа) |

|                                       |
| другий фейсліфт Nissan March (Японія) |

|                                       |
| другий фейсліфт Nissan March (Японія) |

|                                           |
| другий фейсліфт Nissan March GX (Тайвань) |

|                                           |
| другий фейсліфт Nissan March GX (Тайвань) |

|                                                 |
| другий фейсліфт Nissan March LX Cubic (Тайвань) |

|                                        |
| третій фейсліфт Nissan March (Тайвань) |

|                                           |
| третій фейсліфт Nissan March GX (Тайвань) |

|                        |
| Muji Car 1000 (Японія) |

|                           |
| Nissan March Box (Японія) |

## Тетє покоління (K12; 2003—2010)

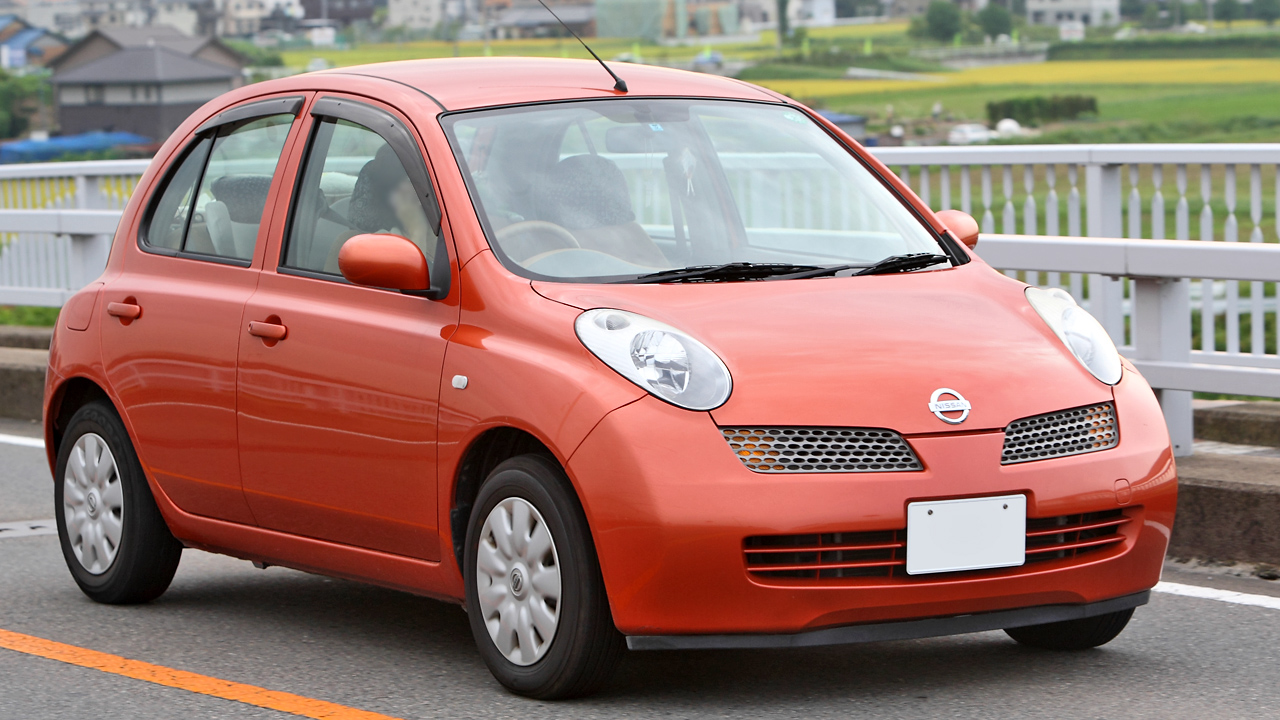
Nissan Micra 3

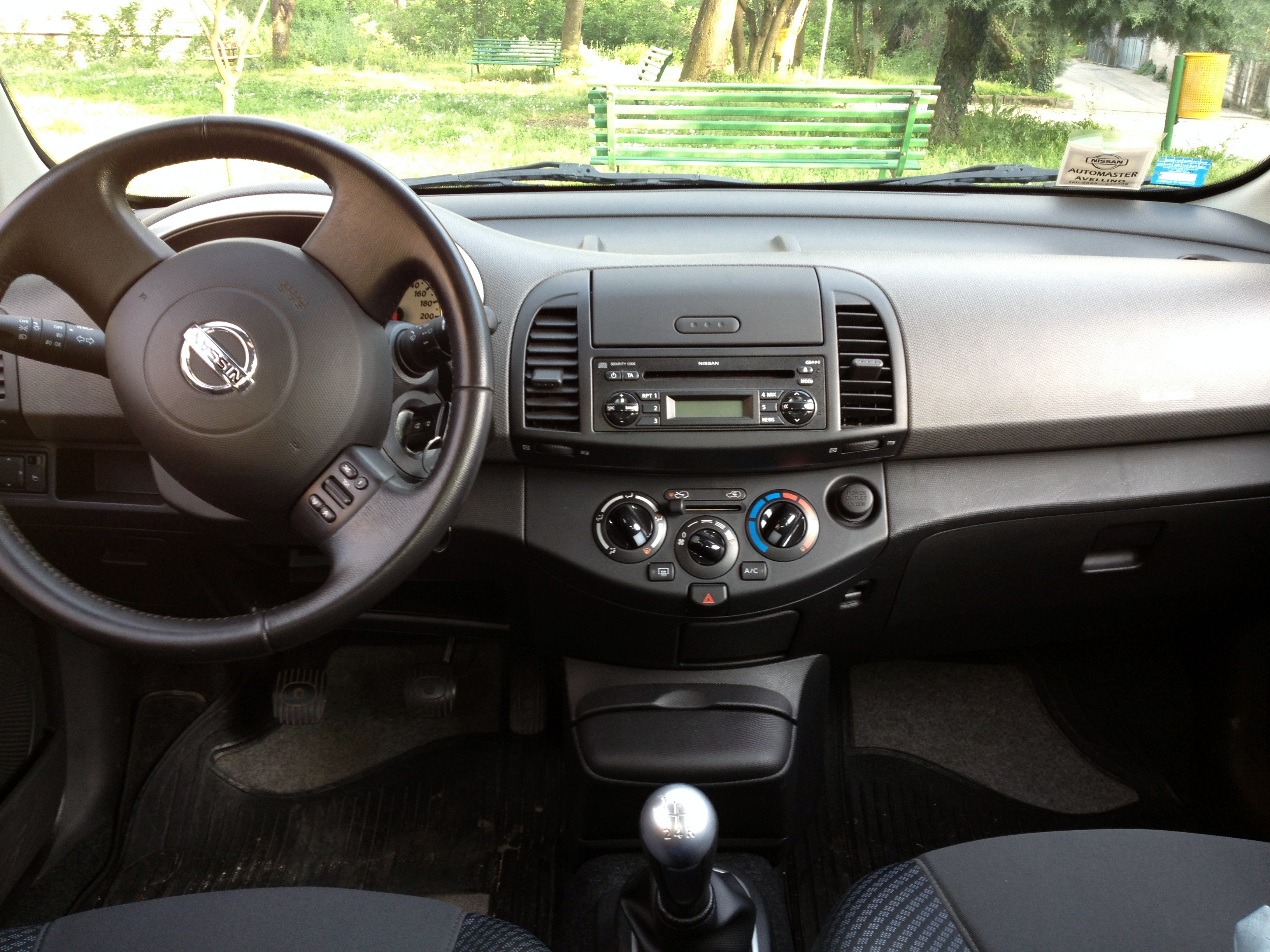

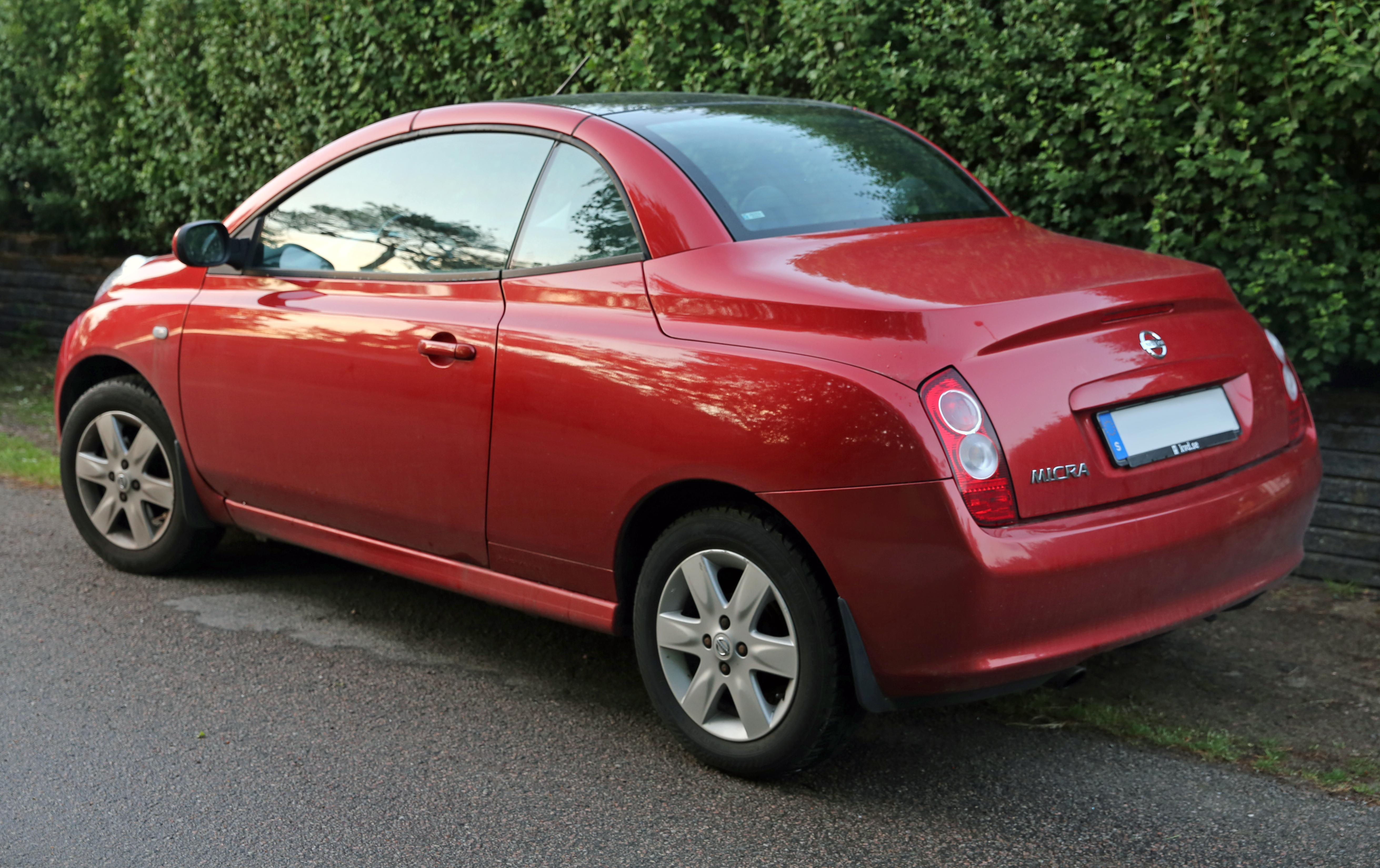
Nissan Micra C+C

На початку 2003 року представлене третє покоління Micra. Для європейського ринку модель виготовлялась в Англії. Особливістю цієї компактної моделі автомобіля був, перш за все, характерний округлий дизайн.
Восени 2005 року модель модернізували, автомобіль отримав новий передній бампер з великим повітрозабірником під номерний знак, протитуманні фари.
Виробництво моделі завершилося в середині 2010 року.
З осені 2005 року по березень 2009 року виготовлялася версія Nissan Nissan Micra C+C (кабріолет-купе). Система даху була розроблена спеціалістами компанії Karmann.
Серія K12 не отримала такої популярності, як і її попередник (K11), через технічні проблеми.

### Двигуни
| Бензинові: - 1,2 l Р4 48 кВт (65 к.с.) - 1,2 l Р4 59 кВт (80 к.с.) - 1,4 l Р4 65 кВт (88 к.с.) - 1,6 l Р4 81 кВт (110 к.с.) | Дизельні: - 1,5 l Р4 48–50 кВт (65–68 к.с.) - 1,5 l Р4 60–63 кВт (82–86 к.с.) |

## Четверте покоління (K13; 2010—2023)

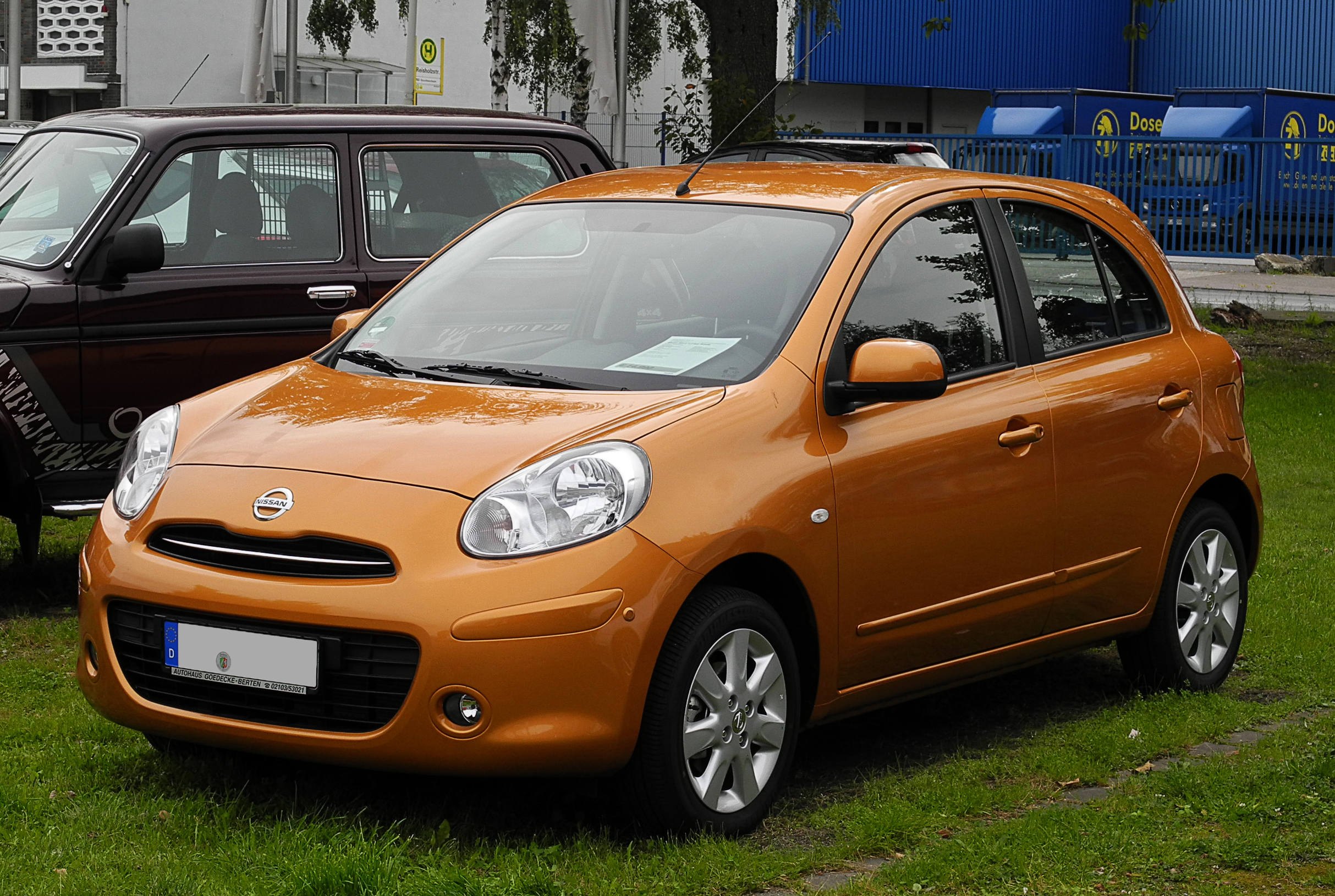
Nissan Micra 4 (2010-2013)

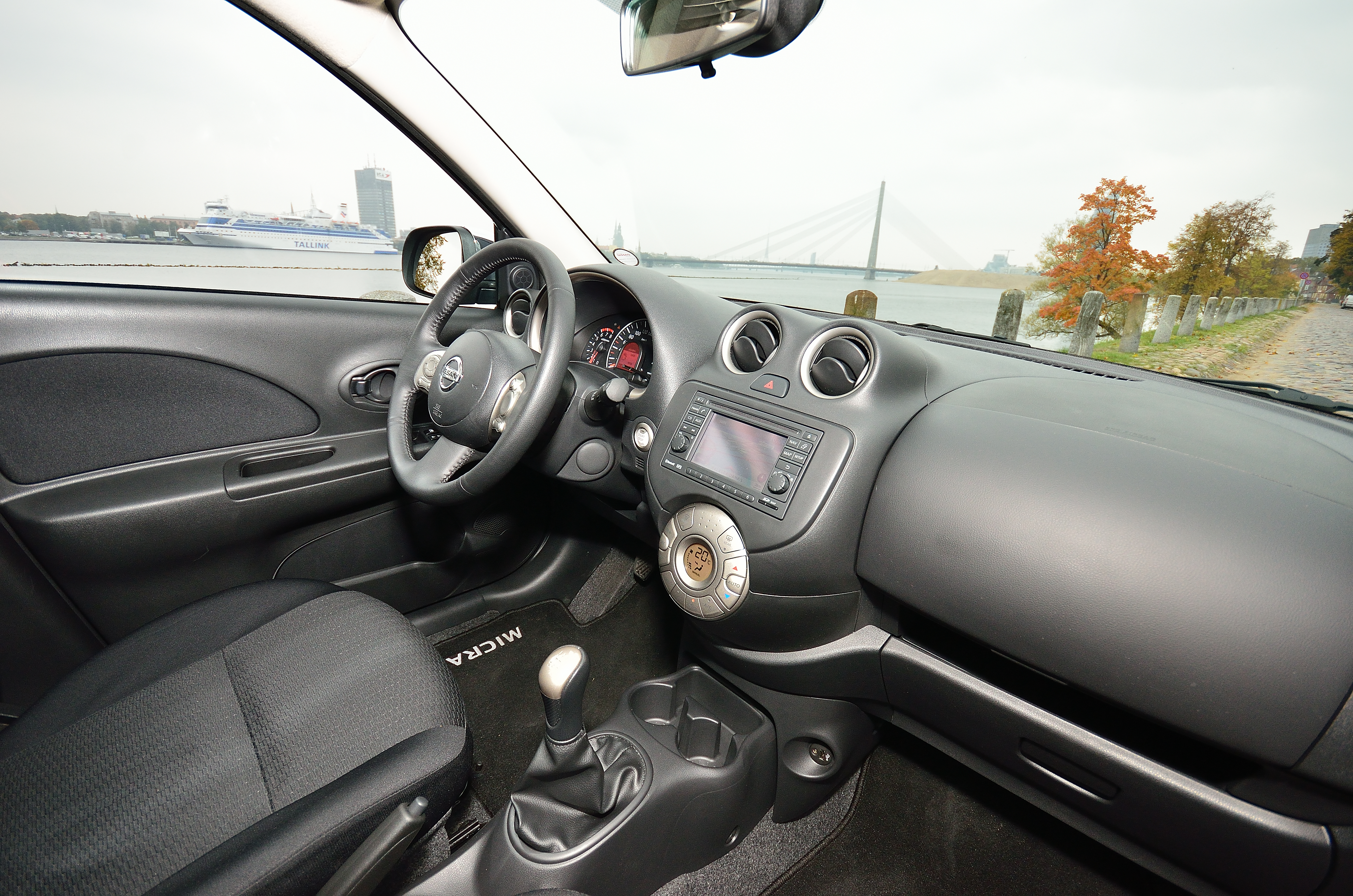

Малолітражний автомобіль четвертого покоління був представлений весною 2010 року на автошоу в Женеві. Nissan Micra (на внутрішньому японському ринку традиційно представлений як Nissan March) серії K13 збудований на спільній платформі (Nissan V Platform) з компактним кроссовером Nissan Juke та електромобілем Nissan LEAF. В Європу машину планують постачати з турбованим варіантом 3-циліндрового бензинового двигуна (98 к.с.), в Японії представлений тільки атмосферний варіант цього двигуна (79 к.с., також доступний на експортних ринках). Єдина доступна на внутрішньому ринку коробка передач — варіатор XTronic, в Європі також можна буде вибрати класичну 5-ступінчасту МКПП. На своїй батьківщині машина (продажі стартували 13 липня 2010 року з відмітки в 999 600 єн) пропонується як в передньо-, так і в повноприводному виконанні. В базовій комплектації Nissan Micra четвертого покоління отримала ABS, чотири подушки безпеки, індикатор кута повороту передніх коліс на приборній панелі, датчик освітлення і систему автоматичного старту/зупинки двигуна при простої в тягучках.

### Фейсліфтинг 2013

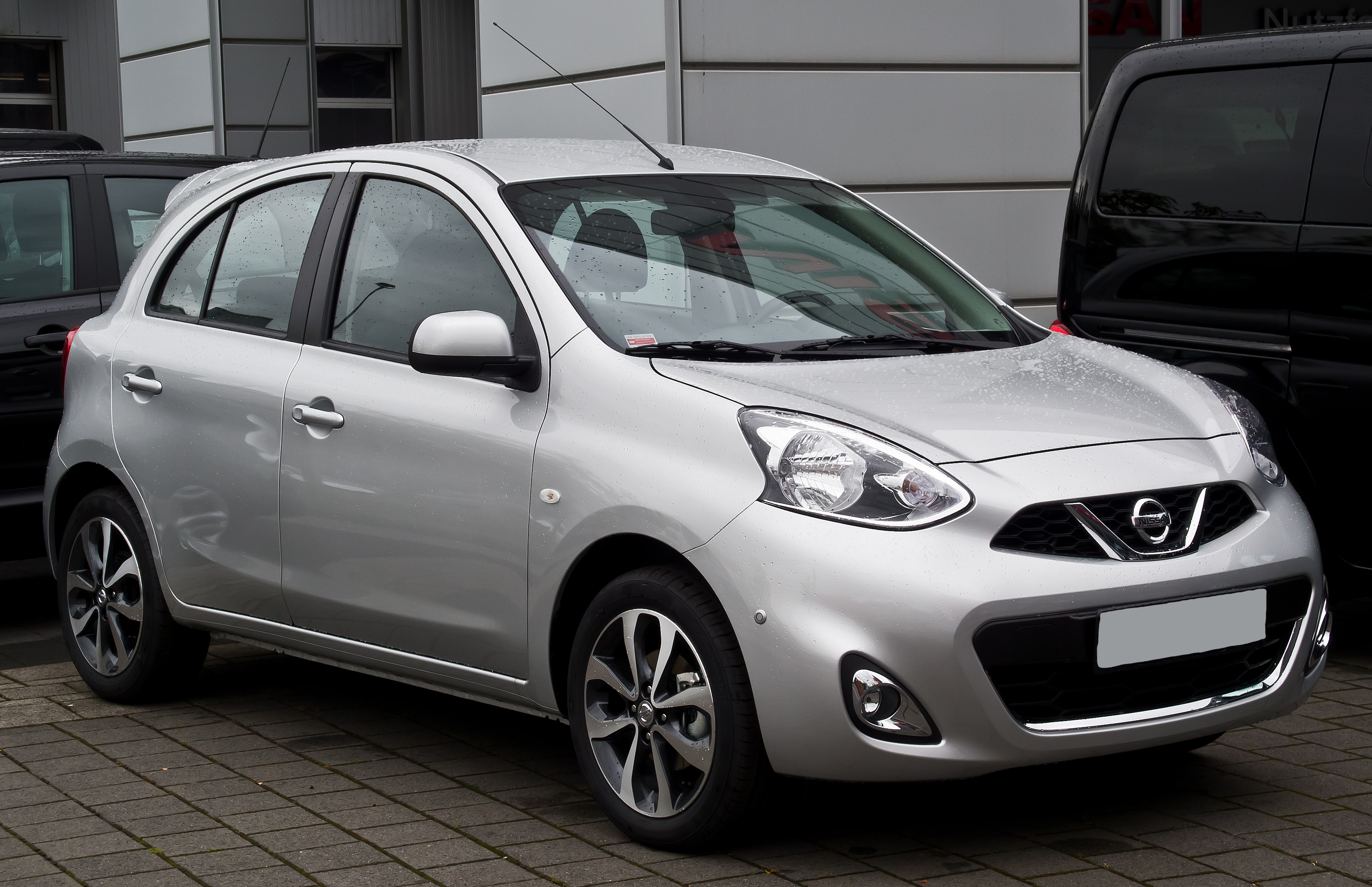
Nissan Micra 4 (2013-2016)

У Таїланді в кінці березня 2013 року представили оновлену модель. Основні відмінності: бампери, ліхтарі, решітка радіатора та доповнений список дисків на вибір.

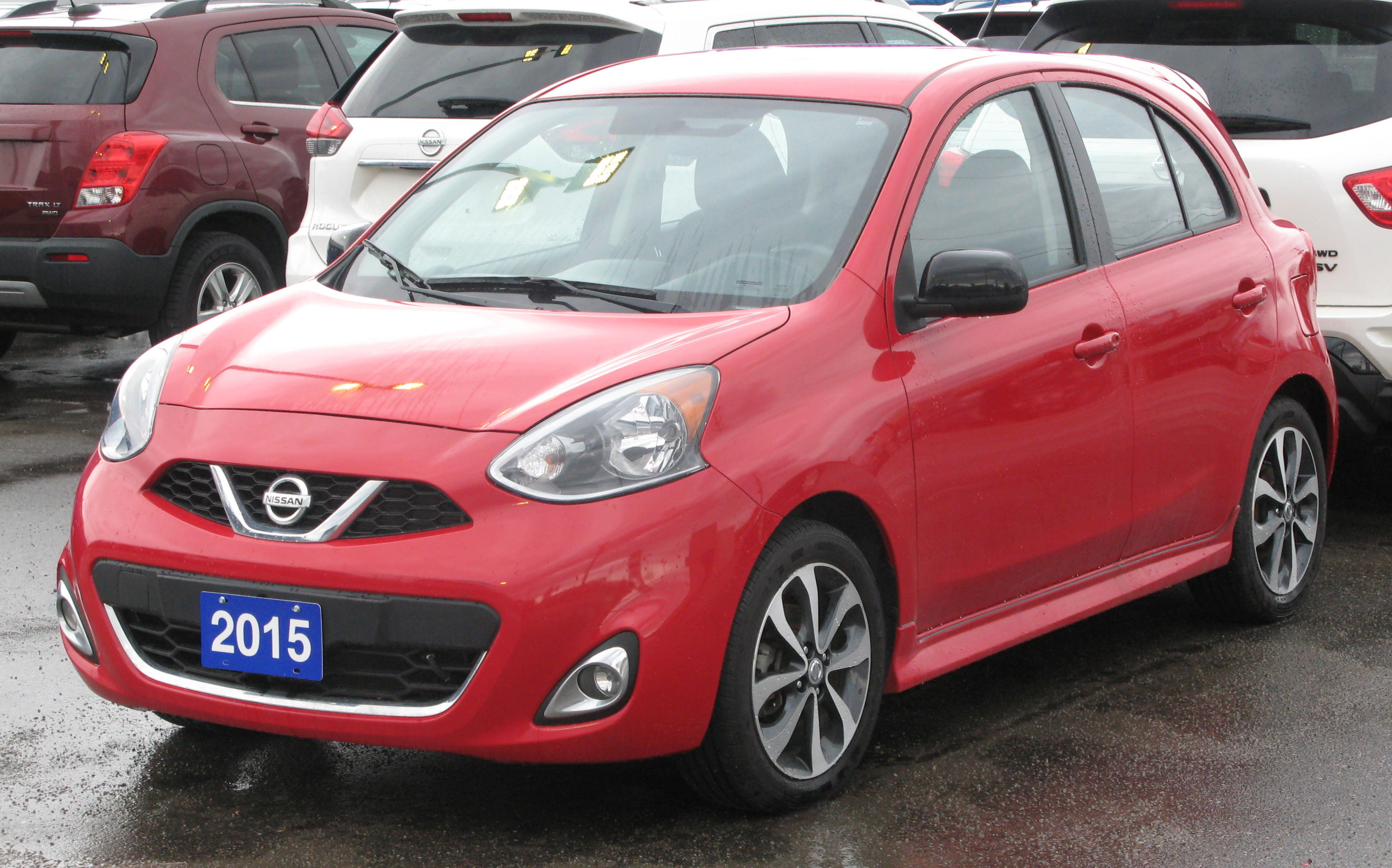
Nissan Micra SR

### Базова комплектація

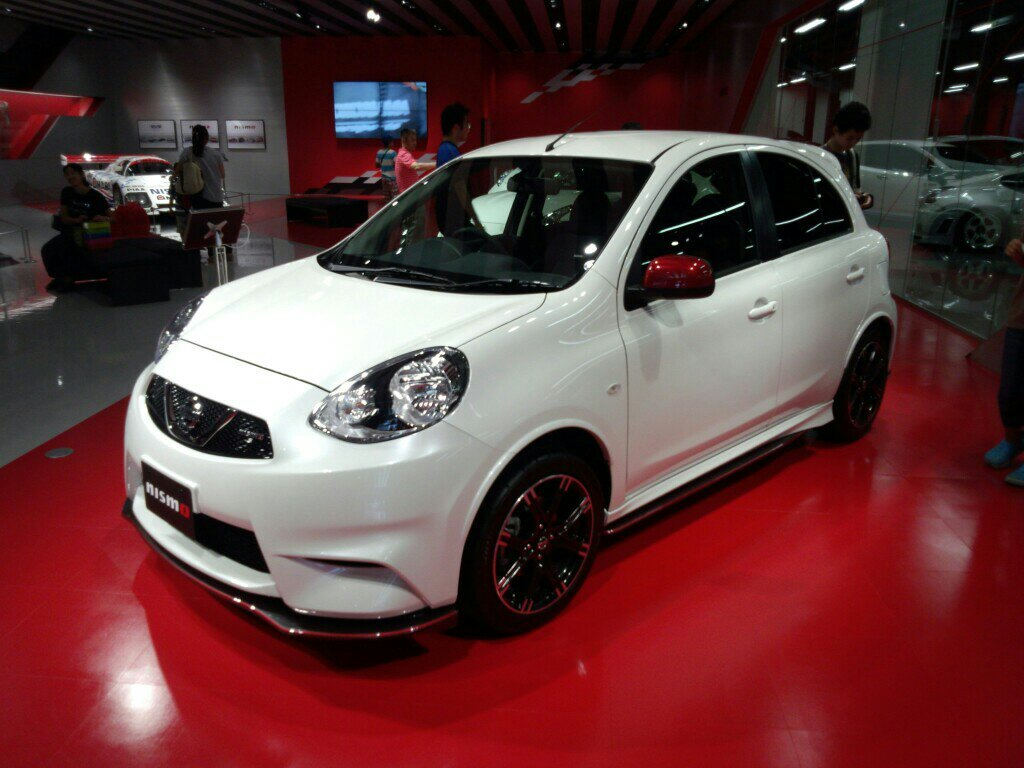
Nissan March Nismo S

Nissan Micra доступний у 6-ти модифікаціях, починаючи з Visia, Vibe, Acenta, Acenta Connect, N-Tec і закінчуючи найдорожчою Tekna. Модель Visia оснащена: передніми вікнами з електроприводом, Bluetooth і USB-портом, але ми рекомендуємо звернути увагу на модифікації Acenta або Acenta Connect. Acenta доповнена: регульованим по висоті водійським сидінням, клімат-контролем, круїз-контролем, спойлером на даху, легкосплавними дисками. Комплектація Micra Acenta Connect має у своєму складі: сенсорний екран і супутникову навігацію. Моделі N-TEC і Tekna - це дуже добре обладнані моделі. До обидвох комплектацій входять: парктронік, клімат-контроль, автоматичне освітлення, сенсорні двірники, а модель Tekna має замшеву оббивку салону і безключове запалювання.

### Двигуни
- HR12DE (1,198 л, бензин, 65-79 к.с., 106 Нм)
- HR14DE (1,4 л, бензин, 88 к.с.)
- HR15DE (1,498 л, бензин, 116 к.с., 156 Нм)

## П'яте покоління (K14; 2016—2023)

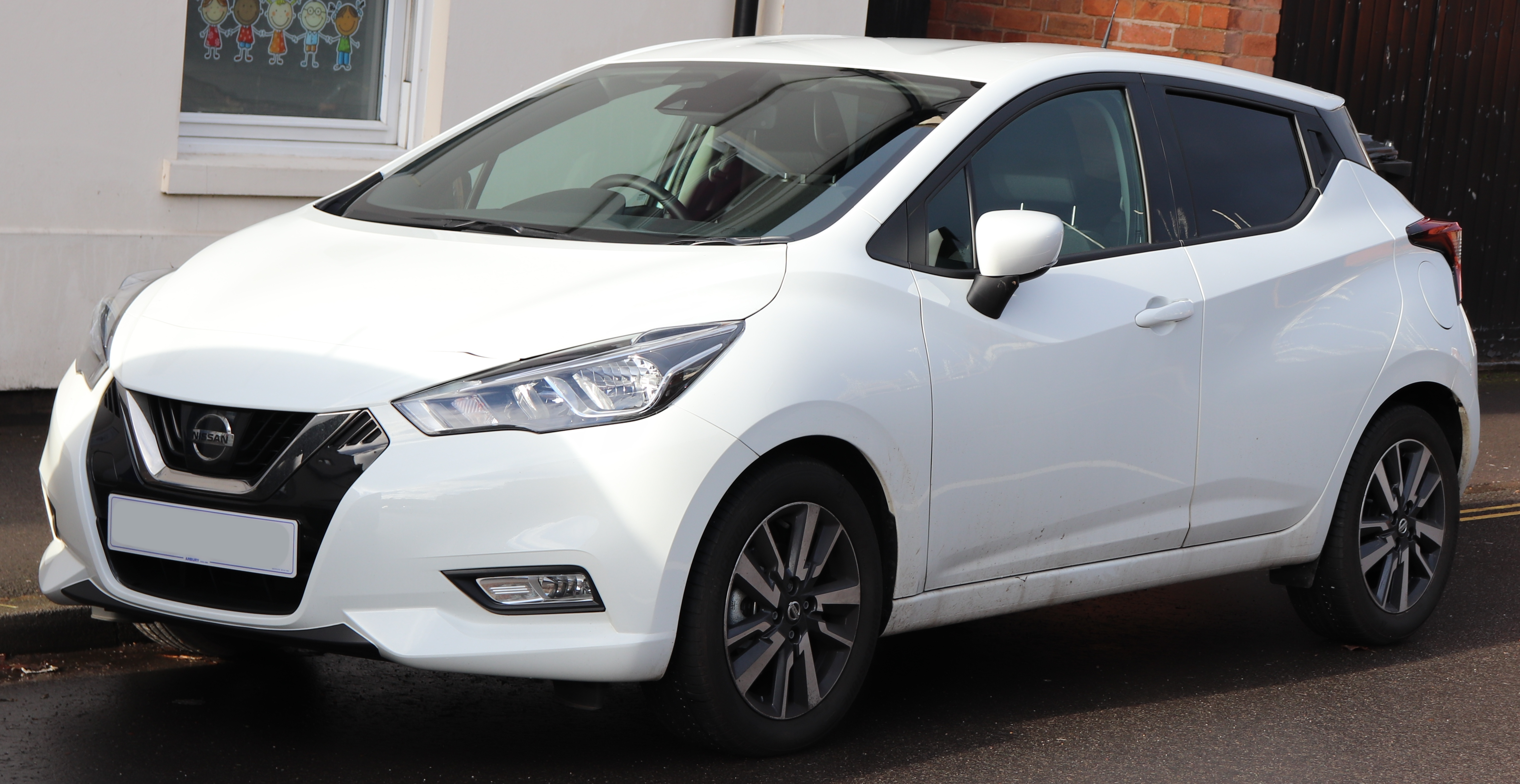
Nissan Micra V (K 14)

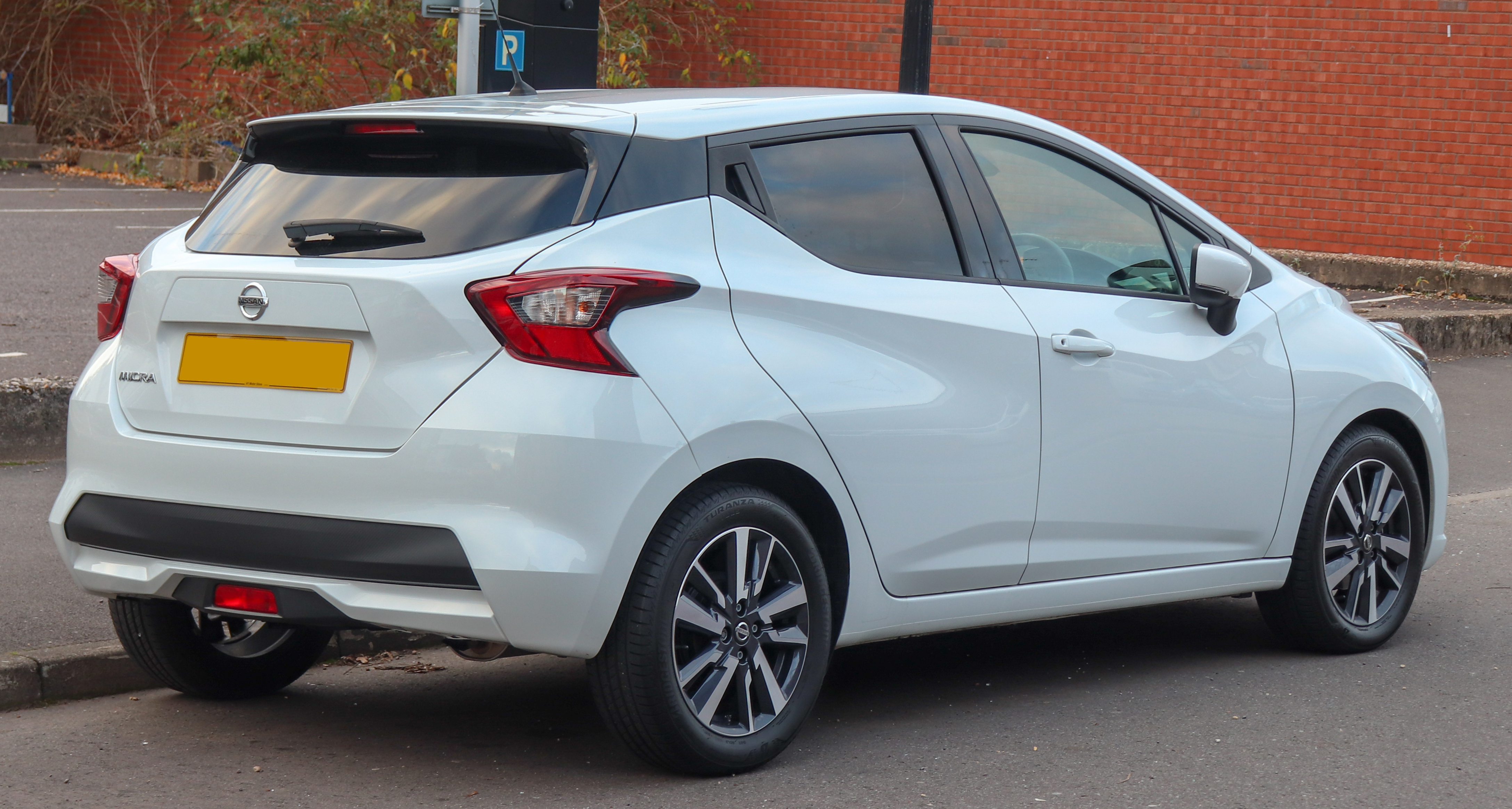
Nissan Micra V (K 14)

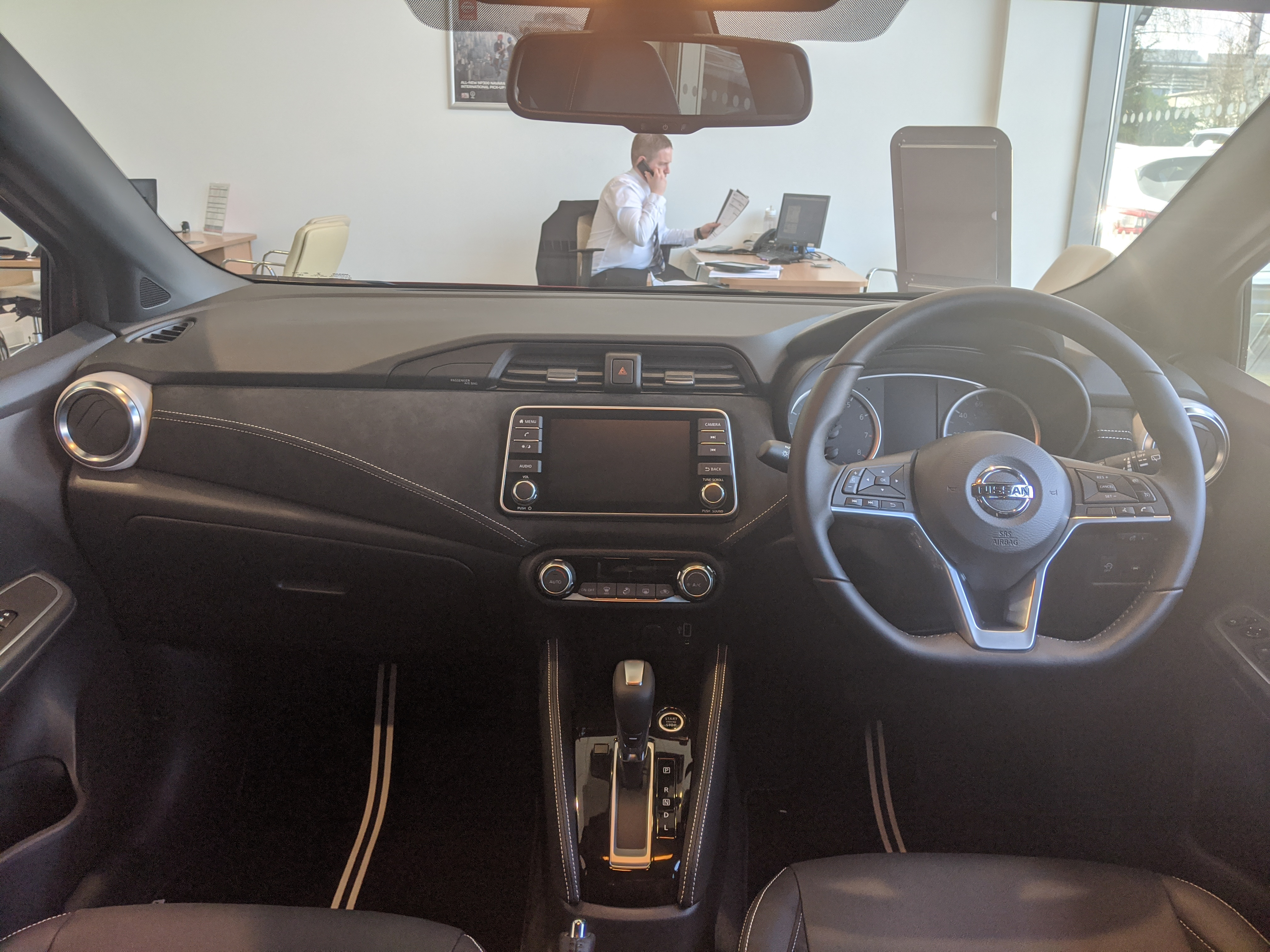
інтер'єр

Nissan Micra (K14) на Паризькому автосалоні Паризький автосалон 2016
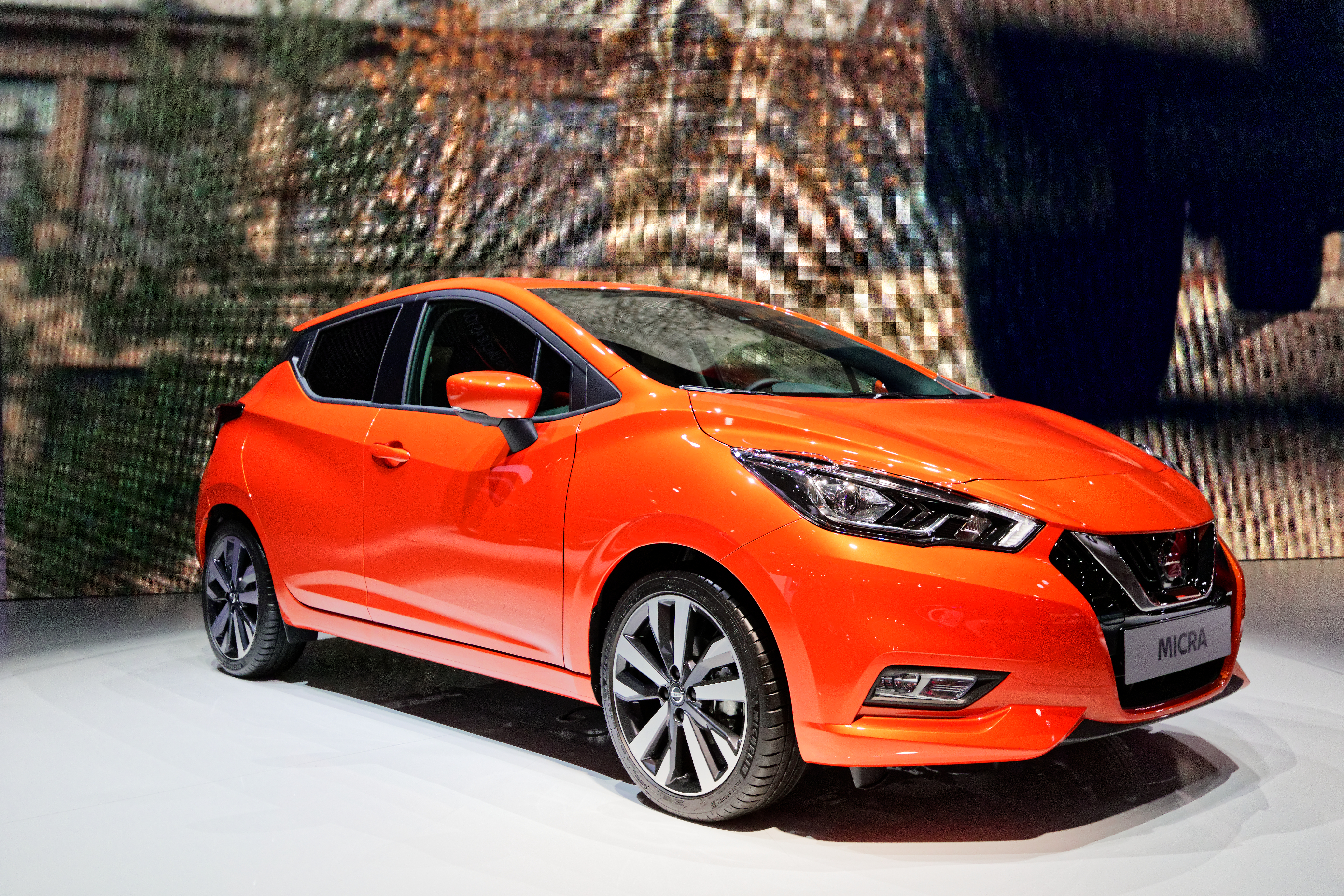
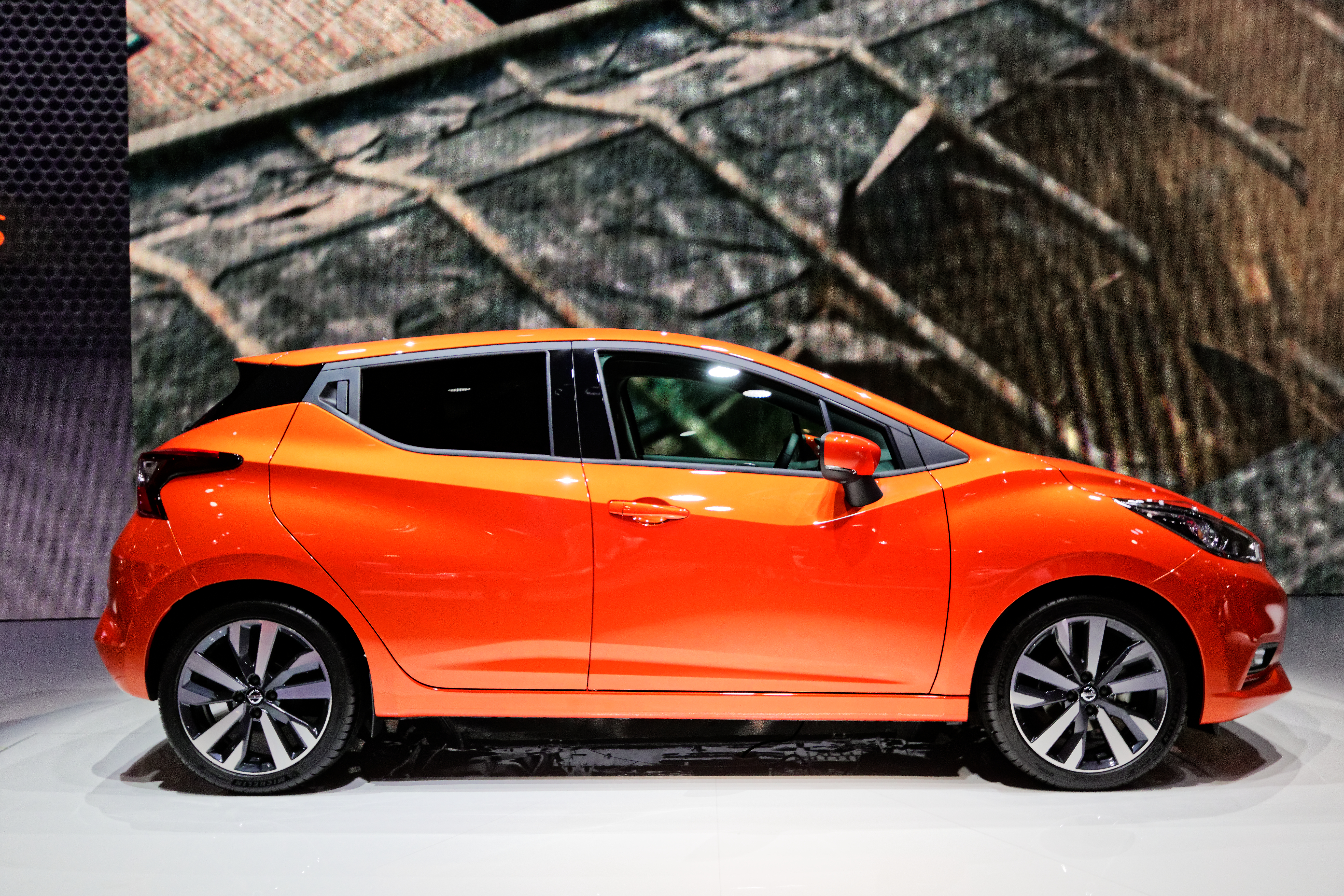
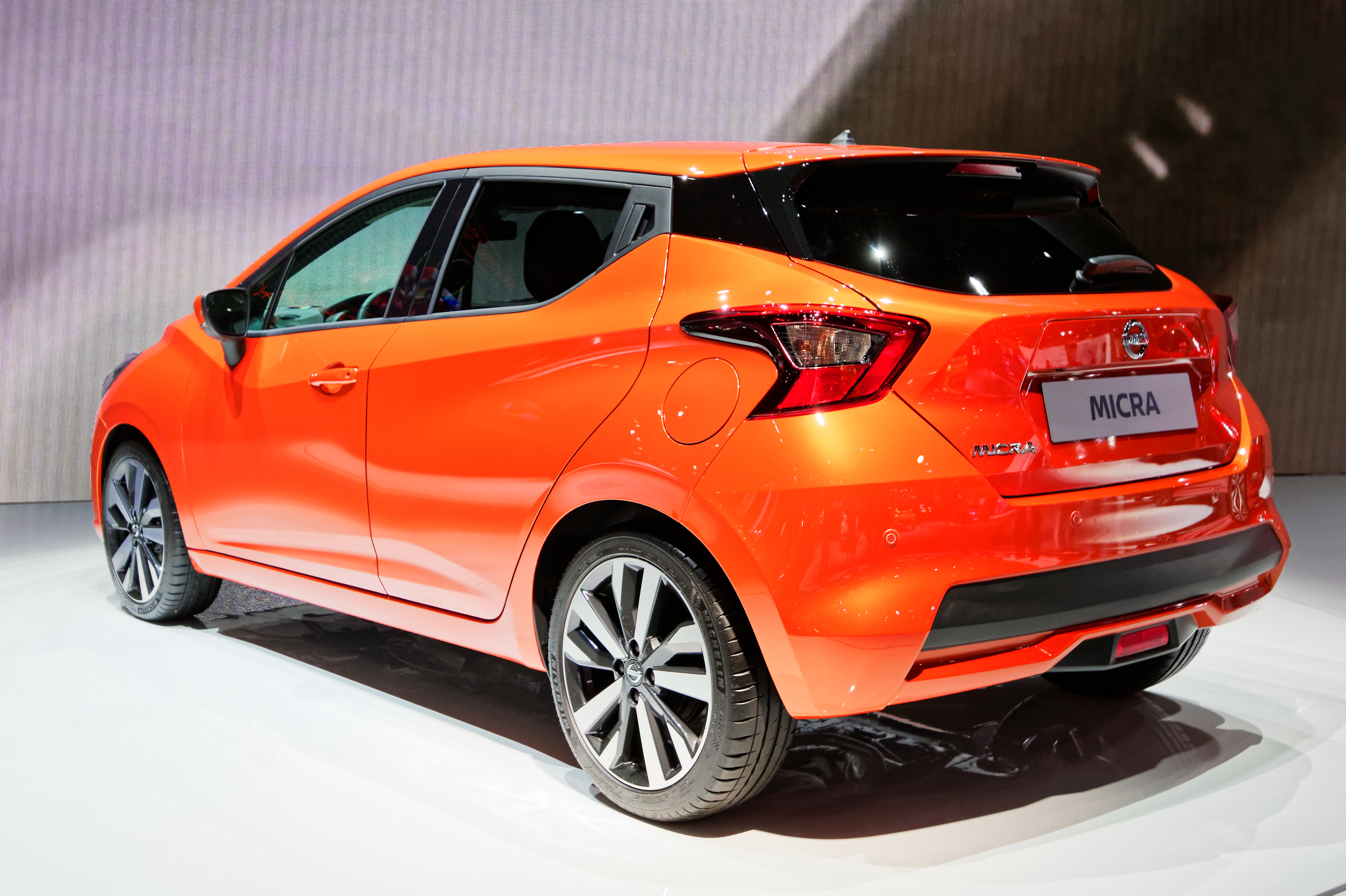
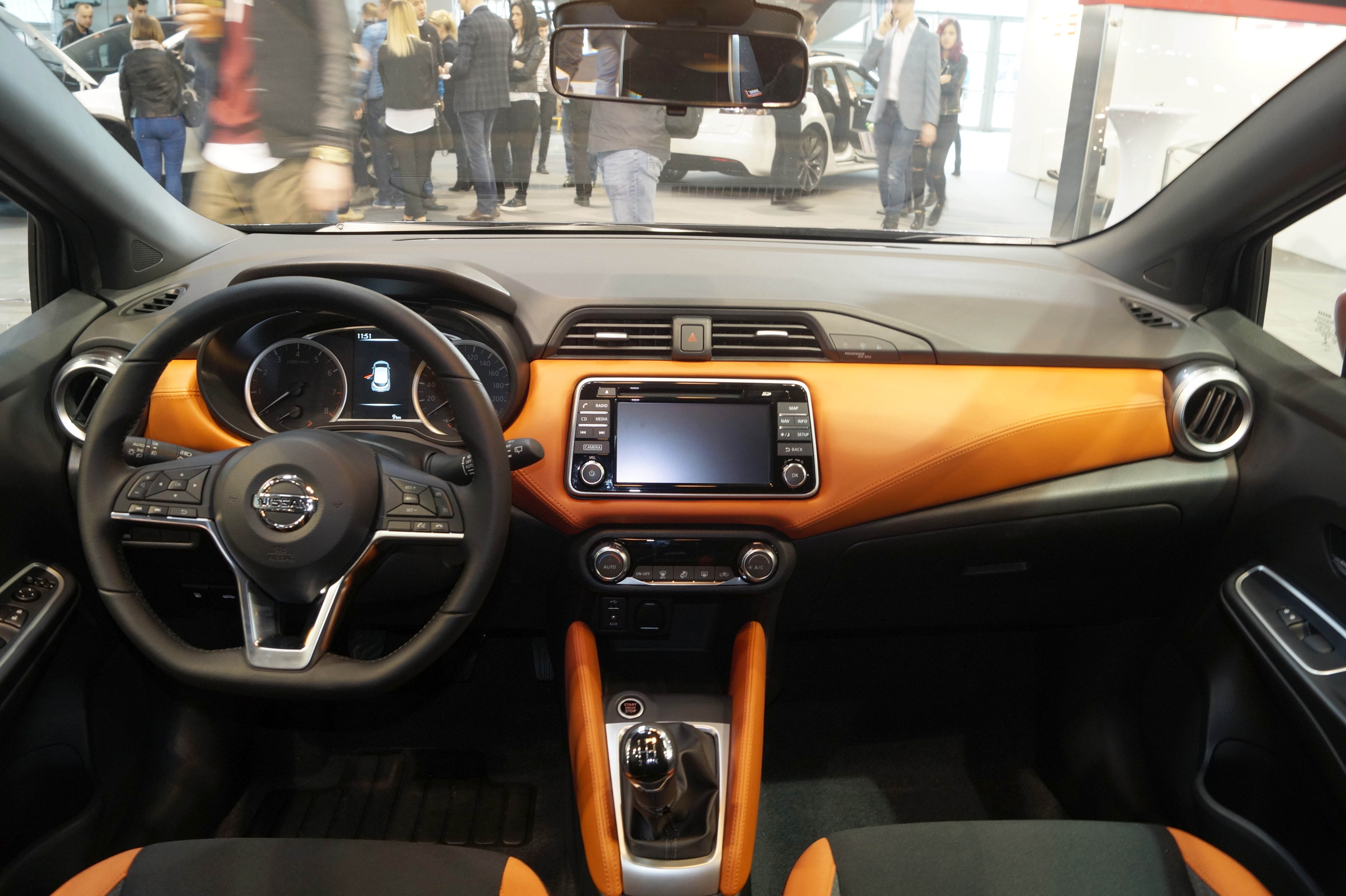

П'яте покоління Nissan Micra (K14) було представлено на Паризькому автосалоні 2016 року. Вона має абсолютно новий екстер'єр та дизайн інтер'єру і поділяє таку ж платформу (Nissan V) від свого попередника, Renault Clio 4-го покоління та Renault Captur. Як і більшість нових суперні, автомобіль має багато кольорів кузова. П'яте покоління поставляється з системою, яка називається контроль трасування, що запобігає зниженню руху, м'яко затискаючи гальма. Вона запозичує свій асортимент двигунів від Renault Clio 4. В даний час модель пропонується з 1,5 дизельним двигуном потужністю 90 кінських сил і 0,9 бензиновим двигуном потужністю 90 кінських сил. В майбутньому буде доступний базовий 1,0 літровий бензиновий двигун потужністю 70 кінських сил. Також буде версія Nismo, яка отримає 1,6-літровий двигун від Clio RS. Продажі в Європі почалися в березні 2017 року.
П'яте покоління Nissan March також буде продаватись в Таїланді та Індонезії з 2018 року. На японський ринок вона поставлялась з Таїланду, як і попередня модель K13. Вона не продавалася в Австралії та Новій Зеландії.
- Nissan Micra (K14) на Паризькому автосалоні 2016 року[en]

### Двигуни
Бензинові
- 0.9 л H4Bt Р3-T
- 1.0 л Р3

Дизельний
- 1.5 л Р4

## Nissan Micra EV (2025)
Micra шостого покоління буде акумуляторним електромобілем на базі тієї ж платформи AmpR Small, що й Renault 5 E-Tech, Renault 4 E-Tech та майбутнього Renault Twingo E-Tech. Вона буде збиратися на заводі Renault ElectriCity на півночі Франції. Запропоновані норми викидів Euro7 означають, що вартість суперміні зі звичайним двигуном може зрости на цілих €5000, що спонукає Nissan виробляти нову Micra тільки електричною.
Micra EV була показана 26 березня 2025 року разом із Leaf третього покоління. Micra EV була офіційно представлена 21 травня 2025 року.
Micra EV буде доступний з силовим агрегатом потужністю 121 к.с. (90 кВт) і 148 к.с. (110 кВт). Вони матимуть батарею ємністю 40 кВт-год і 52 кВт-год із запасом ходу 192 милі (309 км) і 253 милі (407 км) відповідно за циклом WLTP.

### Nissan 20-23 concept
Nissan випустив кнцепт-кар 20-23.. concept у вересні 2023 року, щоб відсвяткувати 20-річчя Nissan Design Europe, свого європейського дизайнерського бюро в Паддінгтоні (Лондон). Це акумуляторно-електричний суперміні зі стилем, на який вплинули попередні версії Micra EV та автомобілі JDM, включаючи Nissan Pao, Figaro та S-Cargo. Команді дизайнерів NDE на чолі з Метью Вівером було надано бриф на створення автомобіля, на якому вони хотіли б їздити „на вулицях міста, де вони працюють“.